# Jordi Arrese
Jordi Arrese (* 29. August 1964 in Barcelona) ist ein ehemaliger spanischer Tennisspieler.

## Karriere
Arrese erreichte 1992 bei den Olympischen Spielen in seiner Heimatstadt das Finale im Herreneinzel, in dem er dem Schweizer Marc Rosset in fünf Sätzen unterlag.
Insgesamt gewann er in seiner Laufbahn sechs Einzel- und vier Doppeltitel. Seine höchste Platzierung in der ATP-Weltrangliste erreichte er im Jahr 1991 mit Position 23.
Zusammen mit Juan Avendaño führte Jordi Arrese Spanien 2004 zum Gewinn des Davis Cup. Im Oktober 2005 wurde er dann durch Emilio Sánchez ersetzt.

## Erfolge
| Legende (Anzahl der Siege)                            |
| Olympisches Gold                                      |
| Grand Slam                                            |
| Tennis Masters Cup                                    |
| ATP Masters Series                                    |
| ATP Championship Series ATP International Series Gold |
| ATP World Series ATP International Series (10)        |
| ATP Challenger Tour (6)                               |

### Einzel

#### Turniersiege

##### ATP Tour
| Nr. | Datum            | Turnier   | Belag     | Finalgegner         | Ergebnis        |
| --- | ---------------- | --------- | --------- | ------------------- | --------------- |
| 1.  | 5. August 1990   | Sanremo   | Sand      | Juan Aguilera       | 6:2, 6:2        |
| 2.  | 12. August 1990  | Prag      | Sand      | Nicklas Kulti       | 7:63, 7:66      |
| 3.  | 5. Mai 1991      | Madrid    | Sand      | Marcelo Filippini   | 6:2, 6:4        |
| 4.  | 3. November 1991 | Búzios    | Hartplatz | Jaime Oncins        | 1:6, 6:4, 6:0   |
| 5.  | 11. Oktober 1992 | Athen (1) | Sand      | Sergi Bruguera      | 7:5, 3:0, aufg. |
| 6.  | 10. Oktober 1993 | Athen (2) | Sand      | Alberto Berasategui | 6:4, 3:6, 6:3   |

##### Challenger Tour
| Nr. | Datum         | Turnier      | Belag | Finalgegner      | Ergebnis      |
| --- | ------------- | ------------ | ----- | ---------------- | ------------- |
| 1.  | 28. Juni 1992 | Salzburg     | Sand  | Gilbert Schaller | 7:6, 7:6      |
| 2.  | 5. Juli 1992  | Porto        | Sand  | Lars Jonsson     | 2:6, 6:1, 6:0 |
| 3.  | 23. Juli 1995 | Scheveningen | Sand  | Andrei Pavel     | 6:3, 6:7, 6:4 |
| 4.  | 30. Juli 1995 | Posen        | Sand  | Tomás Carbonell  | 6:4, 6:2      |

#### Finalteilnahmen
| Nr. | Datum              | Turnier       | Belag | Finalgegner       | Ergebnis                 |
| --- | ------------------ | ------------- | ----- | ----------------- | ------------------------ |
| 1.  | 17. September 1989 | Madrid        | Sand  | Martín Jaite      | 3:6, 2:6                 |
| 2.  | 23. Juni 1991      | Genua         | Sand  | Carl-Uwe Steeb    | 3:6, 4:6                 |
| 3.  | 28. Juli 1991      | Hilversum (1) | Sand  | Magnus Gustafsson | 7:5, 6:72, 6:2, 1:6, 0:6 |
| 4.  | 6. Oktober 1991    | Athen         | Sand  | Sergi Bruguera    | 5:7, 3:6                 |
| 5.  | 26. Juli 1992      | Hilversum (2) | Sand  | Karel Nováček     | 2:6, 3:6, 6:2, 5:7       |
| 6.  | 2. August 1992     | Barcelona     | Sand  | Marc Rosset       | 6:7, 4:6, 6:3, 6:4, 6:8  |

### Doppel

#### Turniersiege

##### ATP Tour
| Nr. | Datum           | Turnier        | Belag | Doppelpartner    | Finalgegner                    | Ergebnis      |
| --- | --------------- | -------------- | ----- | ---------------- | ------------------------------ | ------------- |
| 1.  | 13. Juli 1986   | Bordeaux       | Sand  | David De Miguel  | Ronald Agénor Mansour Bahrami  | 7:5, 6:4      |
| 2.  | 13. August 1989 | Prag           | Sand  | Horst Skoff      | Petr Korda Tomáš Šmíd          | 6:4, 6:4      |
| 3.  | 4. August 1991  | San Marino (1) | Sand  | Carlos Costa     | Christian Miniussi Diego Pérez | 6:3, 3:6, 6:3 |
| 4.  | 13. August 1995 | San Marino (2) | Sand  | Andrew Kratzmann | Pablo Albano Federico Mordegan | 7:6, 3:6, 6:2 |

##### Challenger Tour
| Nr. | Datum             | Turnier | Belag | Doppelpartner   | Finalgegner                    | Ergebnis |
| --- | ----------------- | ------- | ----- | --------------- | ------------------------------ | -------- |
| 1.  | 5. März 1989      | Kairo   | Sand  | Tomás Carbonell | Carlos Costa Francisco Roig    | 7:6, 6:3 |
| 2.  | 8. September 1991 | Venedig | Sand  | Francisco Roig  | Franco Davín Marcelo Filippini | 6:3, 6:2 |

#### Finalteilnahmen
| Nr. | Datum              | Turnier    | Belag | Doppelpartner      | Finalgegner                        | Ergebnis      |
| --- | ------------------ | ---------- | ----- | ------------------ | ---------------------------------- | ------------- |
| 1.  | 16. Juni 1985      | Bologna    | Sand  | Alberto Tous       | Paolo Canè Simone Colombo          | 5:7, 4:6      |
| 2.  | 29. August 1993    | Umag       | Sand  | Francisco Roig     | Filip Dewulf Tom Vanhoudt          | 4:6, 5:7      |
| 3.  | 14. August 1994    | San Marino | Sand  | Renzo Furlan       | Neil Broad Greg Van Emburgh        | 4:6, 6:7      |
| 4.  | 18. September 1994 | Bukarest   | Sand  | José Antonio Conde | Wayne Arthurs Simon Youl           | 4:6, 4:6      |
| 5.  | 18. Juni 1995      | Porto      | Sand  | Àlex Corretja      | Tomás Carbonell Francisco Roig     | 3:6, 6:7      |
| 6.  | 6. August 1995     | Kitzbühel  | Sand  | Wayne Arthurs      | Francisco Montana Greg Van Emburgh | 7:6, 3:6, 6:7 |